# Reissig Automobil Werke
Die Reissig Automobil Werke (RAW), Tochterfirma der Siegfried-Werke Arno Kohl-Krügel, waren ein deutscher Automobilhersteller, der von 1913 bis 1914 in Reißig (heute ein Stadtteil von Plauen) ansässig war.
Unter den Handelsnamen RAW, Reissig und Siegfried entstanden Personen- und Lieferwagen mit 9/26-PS-Vierzylindermotor. Aus 2,25 l Hubraum schöpfte der Motor eine Leistung von 26 PS (19 kW).
Nach dem Ersten Weltkrieg wurde die Produktion nicht mehr aufgenommen.